# Johann Anton Leisewitz
Johann Anton Leisewitz (né le 9 mai 1752 à Hanovre, mort le 10 septembre 1806 à Brunswick) est un avocat et poète dramatique allemand, et une figure centrale du mouvement littéraire Sturm und Drang. Il est surtout connu pour sa pièce de théâtre Jules de Tarente (1776), qui inspire Friedrich von Schiller et est considérée comme le précurseur de l'œuvre par excellence de Sturm und Drang de Schiller, Les Brigands (1781).

## Biographie
Il se rend à Göttingen en 1770 et devient membre du cercle de poètes appelé Der Hainbund, qui comprend Frédéric-Léopold de Stolberg-Stolberg et Johann Heinrich Voß, et contribue deux poèmes au Göttinger Musenalmanach pour 1775, à la fois essentiellement dramatiques et démocratiques. En 1775, à Brunswick, puis à Berlin et à Weimar, il rencontre et compte bientôt parmi ses amis Johann Joachim Eschenburg, Moses Mendelssohn, Gotthold Ephraim Lessing, Friedrich Nicolai, Johann Gottfried von Herder et Johann Wolfgang von Goethe. Sa seule pièce complète, Jules de Tarente (1776), est écrite dans le style de Lessing et avec une grande partie de la technique dramatique de ce dernier. La pièce est l'une des préférées de Schiller et est alors fréquemment jouée en Allemagne. Il inspire également Friedrich Maximilian Klinger, qui est employé comme auteur de pièces par le beau-père de Leisewitz, Abel Seyler.

## Vie privée

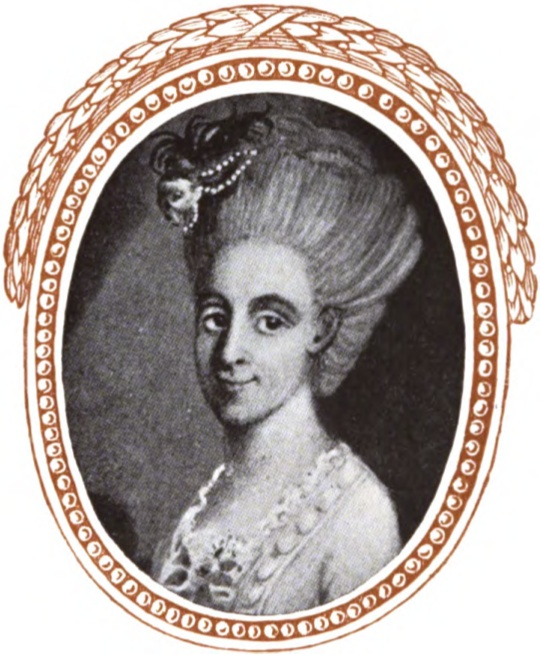
Son épouse Sophie Seyler

Il épouse Sophie Marie Katharina Seyler (1762-1833) à Hambourg en 1781. Elle est la fille du célèbre metteur en scène de théâtre d'origine suisse Abel Seyler et la belle-fille de l'actrice Friederike Sophie Seyler, et grandit avec son oncle Johann Gerhard Reinhard Andreae à Hanovre. Elle est la sœur du banquier Ludwig Erdwin Seyler (en), qui devient par mariage un membre de la dynastie bancaire Berenberg-Gossler. Leisewitz est un parent éloigné de sa femme du côté d'Andreae et a été un visiteur fréquent de la maison d'Andreae, avec sa grande bibliothèque, dans sa jeunesse. Il désigne plus tard Andreae comme son oncle. Ses journaux intimes et ses lettres à sa femme sont publiés. Les lettres envoyées entre Johann Anton Leisewitz et Sophie Seyler sont décrites comme faisant partie des plus belles lettres d'amour de la fin du XVIIIe siècle.